# Бекасово (Московская область)
Бекасово — деревня в Наро-Фоминском городском округе Московской области. До 2017 года входила в состав муниципального образования «Городское поселение Наро-Фоминск», ранее относилась к Новофёдоровскому сельскому округу.
Деревня Бекасово расположена к северо-востоку от города Наро-Фоминска и к западу от поселения Киевский у юго-западной оконечности Большой Москвы на реке Гвоздне.
Постоянное население деревни 479 человека (2010).
Деревню делит на две части (юго-западную и северо-восточную) железнодорожный трёхпутный переезд Большого кольца МЖД (в границах станции Бекасово I) через Старое Боровское шоссе, проходящее осью через деревню (ныне это дорога местного СНТ-значения). Северо-восточная часть окружена с трёх сторон границей Москвы (Троицкий округ, поселение Киевский), где находятся несколько СНТ, дома внешне неотличимы от домов деревни. Юго-западная часть граничит у юго-западной оконечности с деревней Пожитково.
По деревне были названы станция Бекасово, в 1943 году ставшая узловой станцией Бекасово I, а потом построенная в 1970—1976 годах крупная сортировочная станция Бекасово-Сортировочное, расположенная далее в восточном направлении. В 2012 году обе станции в границах поселения Киевский вошли в черту Москвы, а деревня Бекасово осталась в Московской области (в черте городского поселения Наро-Фоминск на тот момент).

## Население
| 2002 | 2006 | 2010 |
| ---- | ---- | ---- |
| 252  | ↘32  | ↗479 |

## Транспорт
Ближайшая железнодорожная платформа в 800 метрах на юго-запад — пл. Зосимова Пустынь Киевского направления МЖД. От восточной границы деревни в 900 метрах на восток (в черте Москвы) — узловая станция Бекасово I Киевского направления и Большого кольца МЖД.
На границе с деревней Пожитково находится конечная остановка автобуса № 21, следующего в Наро-Фоминск (до ст. Нара и далее до Красной Пресни), также есть промежуточная остановка «Почта» у пл. Зосимова Пустынь. Обслуживается Наро-Фоминским ПАТП ГУП Московской области «Мострансавто».

## История

### Дело при Бекасове
При отступлении Наполеона из Москвы тот проходил через деревню Бекасово. Во время ночной стоянки французских войск они были атакованы партией Сеславина, который отбил у французов часть обоза и взял в плен несколько солдат Старой гвардии.

### Опытная семенная станция
В 1901 году Бекасово (Быкасово), находившееся свыше десяти лет под опекой, было приобретено В. К. Шлиппе для женившегося сына — Фёдора Владимировича Шлиппе. Он создал здесь опытную семенную станцию, которая была передана Министерству земледелия и находилась в ведении Департамента земледелия. Сюда, для практических работ, приезжали студенты Московского сельскохозяйственного института.

### Происхождения названия
Первоначальное название Быкасово (было изменено в период 1917—1920 годов, возможно при переходе на современный стиль написания). Именно так её называли старожилы вплоть до 1970-х годов. Наиболее вероятная версия происхождения — от фамилии землевладельца Андрея Быкасова. Таким образом, деревня существовала ещё в XVII—XVIII веках (не исключено, что Быкасовым она была не основана, а переименована, то есть поселение существовало и раньше).

### Местоположение
На то место, где деревня находится сейчас, она была перенесена во второй половине XIX века по распоряжению землевладельца. Точное время, причины и обстоятельства требуют уточнения. Старожилы указывали на первоначальное место расположения деревни вблизи истока реки Гвоздня на её берегу, примерно в километре от нынешнего разъезда Пожитково. На Кадастровой карте Росреестра это место отмечено как урочище Кушинникова поляна (никаких упоминаний данного географического названия нигде не представлено, к тому же и местными жителями оно не употребляется). Все последующие годы какой либо застройки на этом месте не было и нет. Место высокое и ровное, берега реки Гвоздни поблизости не заболочены. Примерно в 2 км в лесу находится заброшенное кладбище. Захоронения на нём были прекращены после Октябрьской революции (возможно, в 1920—1930 годы), единичные захоронения производились в 1943 году. Места захоронений были отчётливо заметны до 1970—1980-х годов. В настоящее время на местности визуально не определяется, и данная информация требует уточнения и архивно-поисковых исследований.